# Riders of Vengeance
Riders of Vengeance (Brasil: Cavaleiros da Vindita / Portugal: Cavaleiro Vingador) é um filme dos Estados Unidos de 1919, do gênero faroeste, dirigido por John Ford e estrelado por Harry Carey. O filme é presumidamente considerado perdido.

## Elenco
- Harry Carey ... Cheyenne Harry
- Seena Owen ... The Girl
- Joe Harris ... Gale Thurman (como Joseph Harris)
- J. Farrell MacDonald ... Buell
- Alfred Allen ... Pai de Harry
- Jennie Lee ... Mãe de Harry
- Clita Gale ... Virginia
- Vester Pegg
- Betty Schade
- Millard K. Wilson ... (como M.K. Wilson)